# 黒田淳之助
黒田 淳之助（くろだ じゅんのすけ、1938年 - ）は、日本の政治家。勲等は旭日双光章。大井川右岸土地改良区理事長。静岡県小笠郡小笠町町長、静岡県菊川市市長職務執行者を歴任した。

## 概要

### 生い立ち
静岡県立掛川西高等学校を経て、東京農業大学農学部を卒業した。

### 小笠町にて
1989年、静岡県小笠郡小笠町の町長に就任し、デイサービス事業の拡充など、主に福祉施策に重点をおいて活動した。

### 菊川市にて
隣の菊川町との合併交渉をまとめ、発足した菊川市では市長職が決まるまでの間の市長職務執行者を務めた。しかし、菊川町対小笠町という対立を避けたいとの意向を示し、市長選挙では菊川町の町長太田順一を推し、自らは身を引いた。2005年からは、大井川右岸土地改良区理事長を務めている。

## 政策

### 財政政策
財政悪化の回避
地元とのトラブルを度々起こす国際開洋第一高等学校に対しては、町民の生命・財産を守る立場から毅然とした態度を貫いている。国際開洋第一高等学校が水道料金を支払わず社会問題化した際には、町の財政悪化を防ぐため断固として料金の支払いを要求した。国際開洋第一高等学校の卒業式に招かれた際は、教頭に対し水道料金を払うよう直談判するなど、積極的に問題の解決を図った。
国際開洋第一高等学校校長と学校法人国際開洋学園理事長を兼任する井脇ノブ子（衆議院議員）について、黒田は「井脇さんは国会議員をしている場合じゃない。生徒のためを思うなら、学校にいなきゃ駄目だ」と述べ、井脇の学校運営を厳しく批判している。

### 福祉政策
福祉水準の向上
特別養護老人ホームをはじめとする各種福祉施設を整備するとともに、デイサービス事業を拡充するなど、福祉水準の向上を重点的に推進した。

## 家系
旧代官黒田家の第15代当主。その邸宅は「黒田家住宅」（黒田家代官屋敷）として国の重要文化財に指定されている。

## 略歴
- 1989年 - 小笠町町長。
- 2005年 - 菊川市市長職務執行者。
- 2005年 - 大井川右岸土地改良区理事長。

## 栄典
- 2007年 - 旭日双光章受章。